# Bekendelsesskrift
Bekendelsesskrift eller trosbekendelse er et kort udsagn – også kaldet et symbol – der udlægger troens grundantagelser eller dogmer.
I kristendommen bruges flere bekendelsesskrifter. Langt de fleste kirkeretninger indenfor kristendommen anerkender de tre oldkirkelige bekendelsesskifter, også kaldt de økumeniske bekendelser: Den apostolske trosbekendelse, Den nikæno-konstantinopolitanske trosbekendelse og Den athanasianske trosbekendelse. 
Til folkekirkens (som er evangelisk-luthersk) bekendelsesskrifter hører også de reformatoriske bekendelser; Luthers lille Katekismus og den augsburgske bekendelse. Den eneste selvstændige bekendelsesskrift fra den danske reformation er den københavnske bekendelse (Confessio Hafniensis) fra 1530. Men den københavnske bekendelse hører ikke til Folkekirkens officielle bekendelsesskrifter.
Andre protestantiske bekendelsesskrifter er blandt andet den reformerte Heidelberg-katekismus eller den døberske Schleitheimbekendelse. Barmenerklæringen er et bekendelsesskrift fra 30'ernes Tyskland formuleret af bekendelseskirken.
Både i den danske folkekirke og i den romersk-katolske kirke er det den apostolske trosbekendelse, som fremsiges ved dåben. Ved folkekirkens gudstjenester er denne bekendelse langt den oftest benyttede – i modsætning til den katolske messe, hvori den nikæno-konstantinopolitanske bekendelse er et fast led. 